# Weseler Kulturnacht

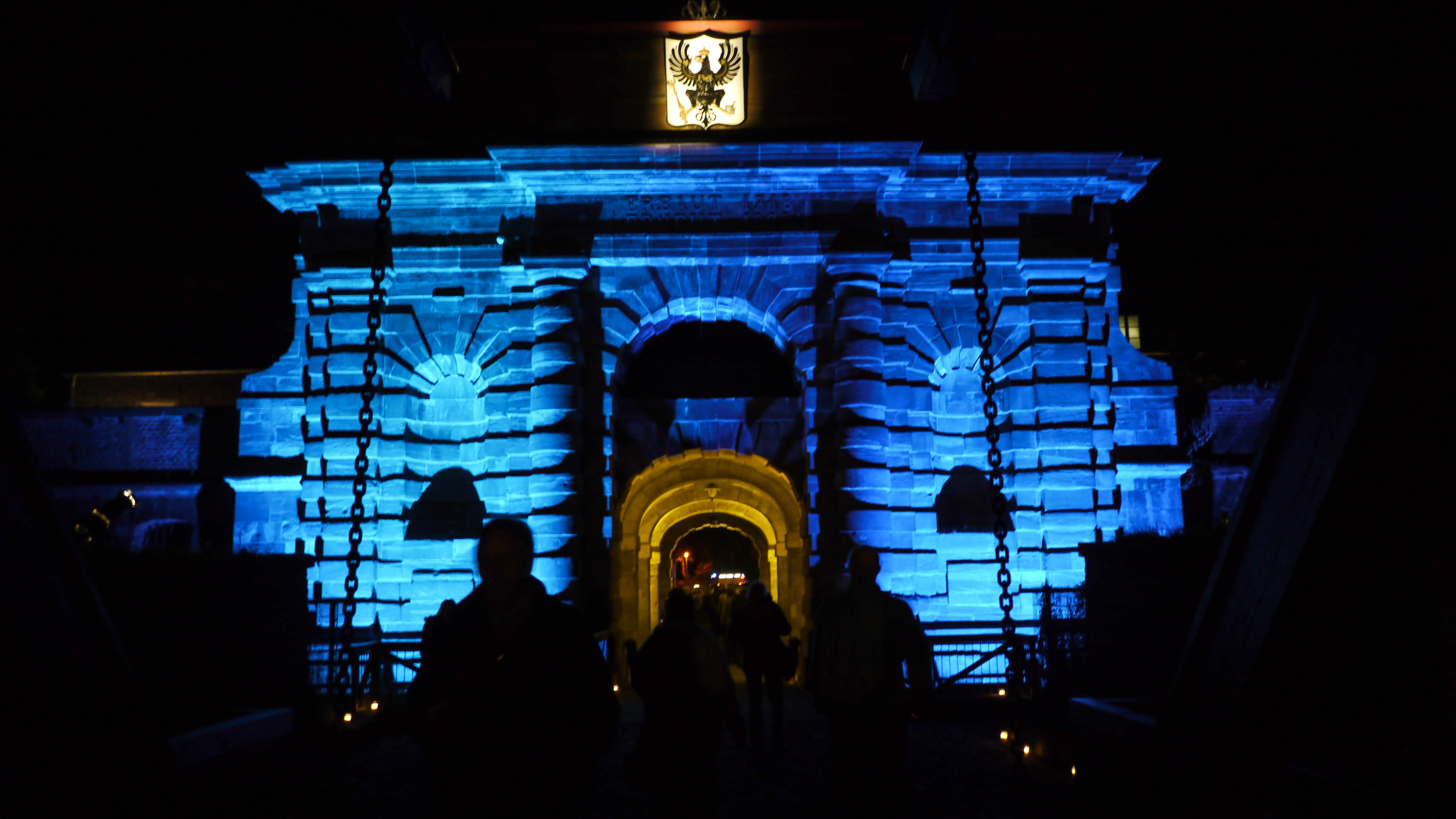
Das Haupttorgebäude der Zitadelle bei der Kulturnacht 2012

Die Weseler Kulturnacht ist eine jährlich am dritten Samstag im September stattfindende Kulturveranstaltung in Wesel am Niederrhein.

## Geschichte und Konzept
2002 wurde die Kulturnacht im Rahmen der landesweiten Aktion „Ab in die Mitte – die City-Offensive NRW“ erstmals veranstaltet. Seitdem wurde sie jährlich durchgeführt und im Verlauf der Jahre ist der Umfang der Veranstaltung deutlich gewachsen. Während der Kulturnacht werden eine Reihe einzelner Veranstaltungen und Ausstellungen organisiert, die sich über die gesamte Innenstadt verteilen und sowohl im Freien als auch in Gebäuden stattfinden. Ein Schwerpunkt ist das Kulturzentrum an der Zitadelle Wesel, wo das Preußen-Museum, die Musik- und Kunstschule und das Stadtarchiv Wesel ein Programm anbieten und auch der Außenbereich in die Kulturnacht eingebunden ist. Auf der Stettiner Straße als Verbindung zwischen Zitadelle und Stadtkern gibt es ebenfalls eine hohe Dichte von Veranstaltungen. Im Stadtbereich dienen unter anderem der Willibrordi-Dom, das Städtische Bühnenhaus und das Scala Kulturspielhaus als Veranstaltungsorte. Zwischen der Zitadelle und dem Großen Markt, dem Standort des Doms, ist eine unter anderem über die Stettiner Straße führende Verbindung jedes Jahr mit rund 1.000 Kerzen ausgeleuchtet. Das Programm der Kulturnacht beginnt bereits gegen Mittag und geht bis in die Nacht hinein. Zu den Mitwirkenden zählen insbesondere regionale Künstler und Musiker, aber auch Weseler Schulen.
2014 wurde am selben Datum in Wesels Innenstadt erstmals eine Kinder-Kulturnacht veranstaltet, die seitdem jährlich als Ergänzung zur Kulturnacht stattfindet. Der Anstoß dafür war, dass das Datum der Kulturnacht 2014 auf den 20. September und damit auf den Weltkindertag fiel. Entgegen dem Namen beginnen die Veranstaltungen der Kinder-Kulturnacht bereits am Morgen und haben ihren Schwerpunkt am Nachmittag. Die Veranstaltung richtet sich an Kinder verschiedener Altersgruppen und wird ebenfalls durch verschiedene Einrichtungen unterstützt.